# Río Bélaya (Kubán)
El río Bélaya o Shjaguashche (en ruso: Бе́лая; adigué: Шъхьагуащэ) es un río del krai de Krasnodar y de la República de Adiguesia, en el Cáucaso Norte de Rusia, afluente por la izquierda del Kubán (desemboca en el embalse de Krasnodar).

## Curso
Tiene una longitud de 273 km y una cuenca hidrográfica de 5.990 km². Nace en la cordillera principal del Gran Cáucaso, cerca de las cimas de los montes Fisht y Oshten. En su curso superior tiene las características de un río de montaña, formando una serie de cañones, adquiriendo, no obstante en su curso inferior, las características de un río de llanura. Es un río de régimen, glacial, nival y pluvial.
Sus principales afluentes son el Chesu, el Kisha, el Psheja, el Kurdzhips y el Rufabgo.
A orillas del río se encuentran las ciudades: Maikop, Beloréchensk y las localidades: Guzeripl, Jamyshki, Níkel, la stanitsa Dájovskaya, Kamennomostski, la stanitsa Abadzéjskaya, Tulski, Gaverdovski y la stanitsa Jánskaya. El potencial energético del río es usado en la presa de la central hidroeléctrica de Beloréchensk y Maikop (la potencia sumada de ambas estaciones es 57,4 mW, fabricando 241,9 mkWh/año).